# Bioensayo

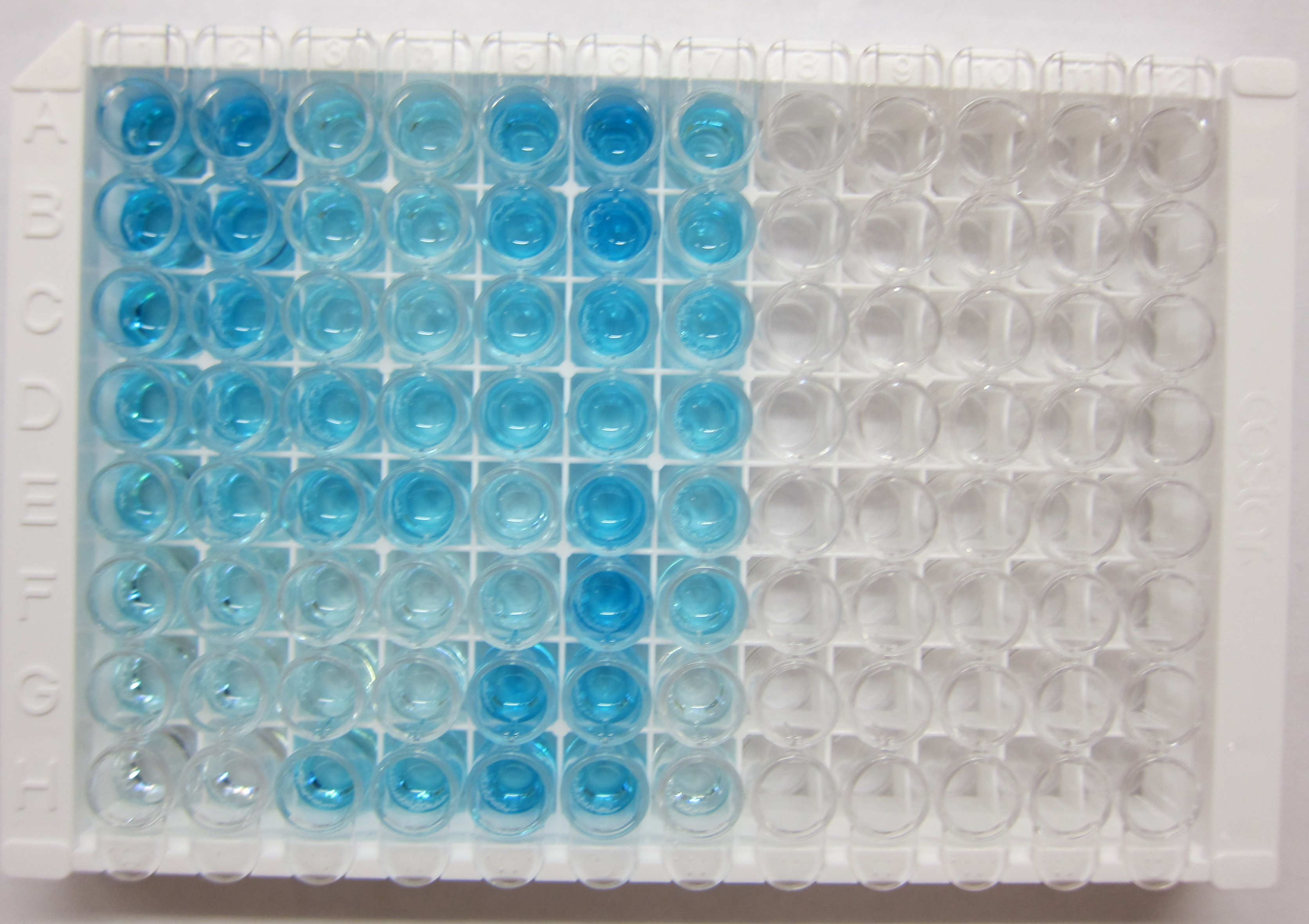
ELISA, imagen de la placa con varios niveles de cortisol.

Bioensayo o ensayo biológico es un tipo de experimento científico que investiga los efectos de una sustancia en un órgano aislado o en un organismo vivo. Es esencial en el desarrollo de nuevas drogas y monitorización de poluentes en el medio ambiente.
Puede ser cuantitativo o cualitativo, e incluso a veces, mixtos.
- Bioensayos cualitativos: usados para evaluar los efectos físicos de una substancia que no puede ser cuantificada, tales como en un desarrollo anormal o deformidade.
- Bioensayos cuantitativos: envuelve estimativa de la concentración o potencia de una substancia por la medida de la respuesta biológica que ella produce. Generalmente hay el uso de bioestadística.[4]

## Principio
El bioensayo es una prueba bioquímica para estimar la potencia relativa de un compuesto de muestra a un compuesto estándar. El bioensayo típico implica un estímulo (ej. drogas) aplicado a un sujeto (ej. animales, tejidos, plantas) y se activa y mide una respuesta (ej. muerte) del sujeto. La intensidad del estímulo varía según las dosis y, dependiendo de esta intensidad de estímulo, provoca un cambio/respuesta en el sujeto.